# اتحاد بوروندي لكرة القدم
تأسس اتحاد بوروندي لكرة القدم في عام 1948 وانضم إلى الإتحاد الدولي لكرة القدم في 1972 وإنضم إلى الاتحاد الأفريقي لكرة القدم في 1972.